# Hainosaure
Hainosaurus ((Haino del riu Haine, on es va descobrir per primera vegada, i saurus, del grec sauros, que significa sargantana) és un gènere de sauròpsids (rèptils) escatosos de la família dels mosasàurids representat per una única espècie, H. bernardi, que va viure en el Cretaci superior.

## Descripció
Va ser un dels mosasaures més grans, tot i que la seva mida ha estat revisada més d'una vegada. Al principi es va estimar que feia 17 metres i el mosasàurid més gran. Durant la dècada de 1990, la seva mida va ser revisada a 15 metres de llarg; i més recentment, Johan Lindgren va estimar que va arribar a una longitud de fins a 12,2 metres. Va ser un dels principals depredadors marins del Cretaci superior. Com altres mosasaures gegants, aquest depredador gegant menjava tortugues, plesiosaures, pterosaures, cefalòpodes, taurons, peixos i mosasaures més petits.
En el paladar posseïa una espècie de «segona dentadura» que utilitzava com parany per atrapar peixos i altres preses.

## Fil·logènia
Hainosaurus és un membre de la subfamília Tylosaurinae i està relacionat amb el Tilosaure nord-americà. Tanmateix, té més vèrtebres des del coll fins a la part de la cua amb 53 arcs hemals mentre que Tylosaurus en te 35. Tots dos gèneres són grans superpredadors marins. La cua del Hainosaurus té menys vèrtebres que porten arcs hemals, la qual cosa la fa més curta que la del Tylosaurus. L'espècie tipus de Hainosaurus és H. bernardi, que porta el nom del belga Léopold Bernard, propietari de l'explotació de guix de fosfat on es va desenterrar el fòssil. En un article publicat el 2016, Hainosaurus es considerava una espècie de Tylosaurus, El T. bernardi, que es va trobar que era el tàxon germà de l'espècie tipus de Tylosaurus, T. proriger.